# Doçom

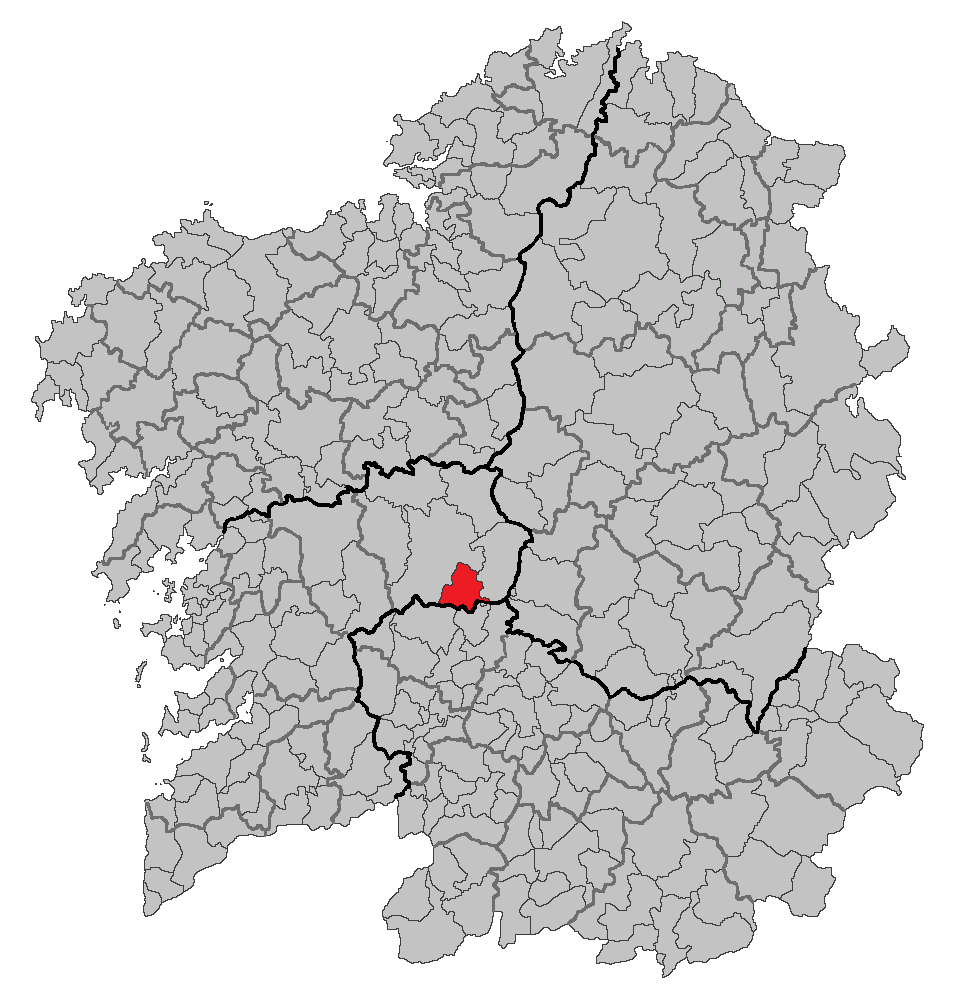
Localização de Doçom

Doçom (Dozón) é um município da Espanha na província de Pontevedra, comunidade autónoma da Galiza, de área  km² com população de 2095 habitantes (2004) e densidade populacional de 27,16 hab/km².

## Demografia
| Variação demográfica do município entre 1991 e 2004 | Variação demográfica do município entre 1991 e 2004 | Variação demográfica do município entre 1991 e 2004 | Variação demográfica do município entre 1991 e 2004 |
| --------------------------------------------------- | --------------------------------------------------- | --------------------------------------------------- | --------------------------------------------------- |
| 1991                                                | 1996                                                | 2001                                                | 2004                                                |
| 2800                                                | 2538                                                | 1710                                                | 2030                                                |

## Patrimônio edificado
- Igreja de São Pedro de Vilanova de Doçom. Igreja românica fundada no século XII como parte dum mosteiro de religiosas bentas.